# Tournemire, Aveyron
Tournemire är en kommun i departementet Aveyron i regionen Occitanien i södra Frankrike. Kommunen ligger  i kantonen Saint-Affrique som ligger i arrondissementet Millau. År 2022 hade Tournemire 420 invånare.

## Befolkningsutveckling
Antalet invånare i kommunen Tournemire
Referens: INSEE